# Marlon Gomes
Marlon Gomes Claudino (Río de Janeiro, Brasil, 14 de diciembre de 2003) es un futbolista brasileño. Juega de centrocampista y su equipo es el F. K. Shajtar Donetsk de la Liga Premier de Ucrania.

## Trayectoria
Nacido en Río de Janeiro, se formó en las inferiores de la Escolinha de Novos Talentos, Nova Iguaçu, y en 2017 entró al C. R. Vasco da Gama. Debutó con el primer equipo el 20 de julio de 2022 en el empate 1-1 ante Ituano F. C. por la Serie B.
En enero de 2024 firmó por el FK Shajtar Donetsk de la Liga Premier de Ucrania.

## Selección nacional
Es internacional juvenil por Brasil.

## Estadísticas
Actualizado al último partido disputado el 24 de mayo de 2025.
| Club                            | Div.          | Temporada     | Liga  | Liga  | Estatal | Estatal | Copas nacionales | Copas nacionales | Copas internacionales | Copas internacionales | Total | Total |
| Club                            | Div.          | Temporada     | Part. | Goles | Part.   | Goles   | Part.            | Goles            | Part.                 | Goles                 | Part. | Goles |
| ------------------------------- | ------------- | ------------- | ----- | ----- | ------- | ------- | ---------------- | ---------------- | --------------------- | --------------------- | ----- | ----- |
| C. R. Vasco da Gama · Brasil    | 2.ª           | 2022          | 18    | 2     | —       | —       | 0                | 0                | —                     | —                     | 18    | 2     |
| C. R. Vasco da Gama · Brasil    | 1.ª           | 2023          | 23    | 0     | 3       | 0       | 1                | 0                | —                     | —                     | 27    | 0     |
| C. R. Vasco da Gama · Brasil    | Total club    | Total club    | 41    | 2     | 3       | 0       | 1                | 0                | 0                     | 0                     | 45    | 2     |
| F. K. Shajtar Donetsk · Ucrania | 1.ª           | 2023-24       | 11    | 4     | —       | —       | 2                | 0                | 0                     | 0                     | 13    | 4     |
| F. K. Shajtar Donetsk · Ucrania | 1.ª           | 2024-25       | 23    | 3     | —       | —       | 4                | 0                | 7                     | 1                     | 34    | 4     |
| F. K. Shajtar Donetsk · Ucrania | Total club    | Total club    | 34    | 7     | 0       | 0       | 4                | 0                | 7                     | 1                     | 47    | 8     |
| Total carrera                   | Total carrera | Total carrera | 75    | 9     | 3       | 0       | 7                | 0                | 7                     | 1                     | 92    | 10    |

## Palmarés

### Títulos nacionales
| Título                  | Club                  | País    | Año  |
| ----------------------- | --------------------- | ------- | ---- |
| Liga Premier de Ucrania | F. K. Shajtar Donetsk | Ucrania | 2024 |
| Copa de Ucrania         | F. K. Shajtar Donetsk | Ucrania | 2024 |
| Copa de Ucrania         | F. K. Shajtar Donetsk | Ucrania | 2025 |

## Vida personal
Su hermano, Matheus Claudino, también es futbolista.